# 310025 Marcuscooper
310025 Marcuscooper è un asteroide troiano di Giove del campo greco. Scoperto nel 2009, presenta un'orbita caratterizzata da un semiasse maggiore pari a 5,201913 UA e da un'eccentricità di 0,153997, inclinata di 12,938016° rispetto all'eclittica.
L'asteroide è stato scoperto dall'osservatorio astronomico di La Sagra, coordinato dall'osservatorio astronomico di Maiorca ed è dedicato a Marcus Cooper Walz, canoista spagnolo.